# St. Martin (Oberkrüchten)

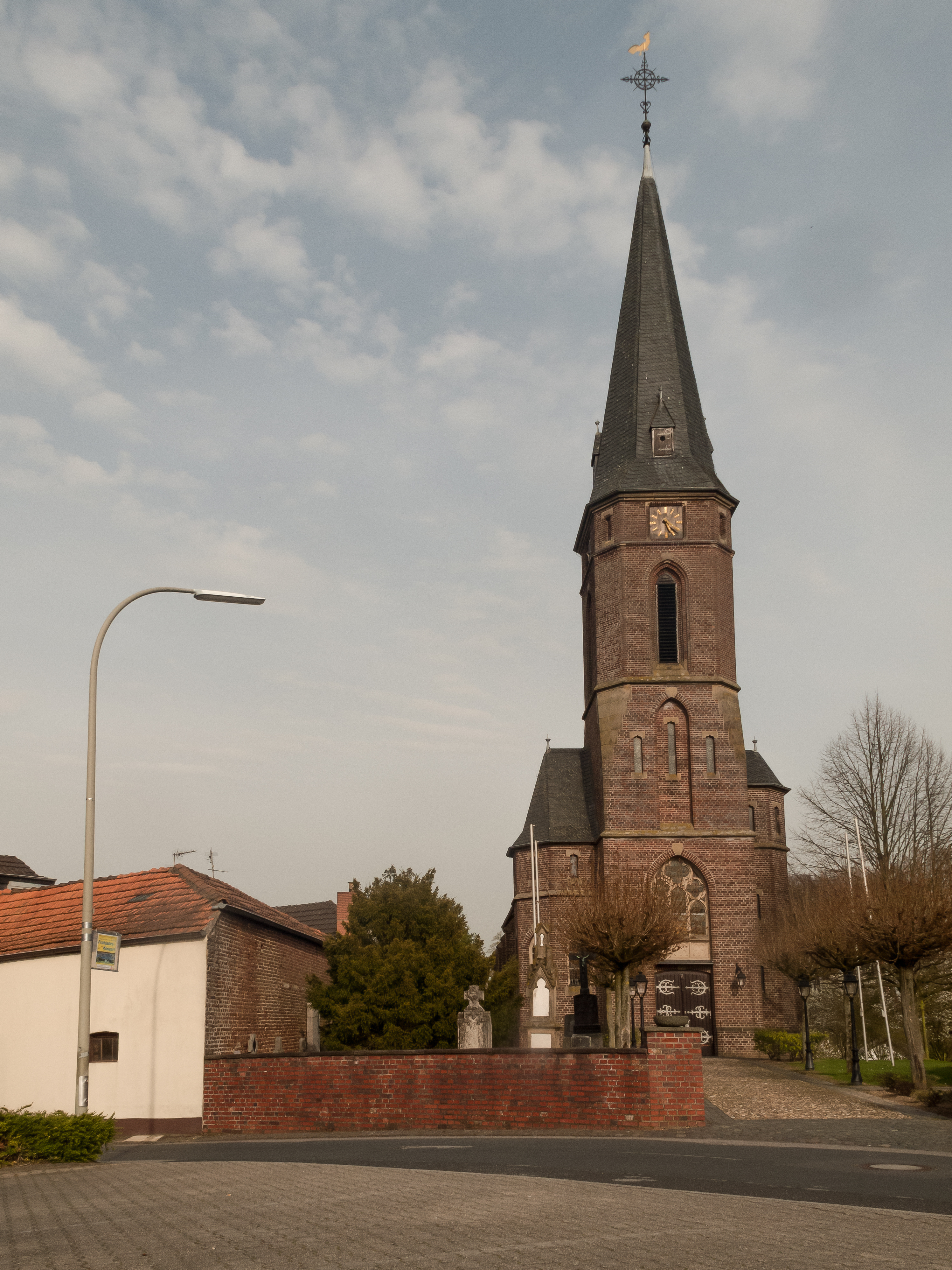
St. Martin in Oberkrüchten

St. Martin ist eine römisch-katholische Pfarrkirche in Oberkrüchten, einem Ortsteil der Gemeinde Niederkrüchten im Kreis Viersen in Nordrhein-Westfalen. Die Kirche ist unter Nummer 27 in die Liste der Baudenkmäler in Niederkrüchten eingetragen und steht unter dem Patronat des hl. Martin von Tours. Zweite Pfarrpatronin ist die hl. Agatha. 
Zur Pfarre zählen neben  Oberkrüchten auch Boscherhausen, Meinfeld, Meinweg und Ritzrode.

## Geschichte
Seit wann in Oberkrüchten eine Kirche besteht, ist nicht überliefert, jedoch lässt das Patronat des hl. Martin vermuten, dass es sich hier um eine sehr alte Kirchengründung handelt. Erstmalige Erwähnung findet die Pfarre um 1400, damals gehörte sie zum Dekanat Wassenberg im Bistum Lüttich. 1549 wurde den Herren von Bylandt-Rheydt das Patronatsrecht an der Kirche übertragen.
Im Verlauf des 16. Jahrhunderts wurde eine neue Pfarrkirche erbaut, die eine ältere Vorgängerin ersetzte. Dieses Gotteshaus brannte jedoch am 28. Juni 1675 nieder, lediglich der Chor ist von diesem Bau erhalten geblieben. 1678 wurde an den bestehenden Chor ein neues Kirchenschiff mit Glockenturm in Formen des Barock angebaut. Der Turm wurde 1901 wegen Einsturzgefahr abgerissen. Im selben Jahr wurde der heutige Glockenturm nach Plänen des Aachener Baurates Daniels im Stil der Neugotik mit angeschlossener Taufkapelle erbaut. Eine letzte bauliche Veränderung erfuhr das Gotteshaus mit dem Bau einer Sakristei im Jahr 1959.

## Baubeschreibung
St. Martin ist eine einschiffige und fünfjochige Saalkirche aus Backsteinen im Stil des Barock mit eingezogenem, fünfseitig geschlossenem, gotischem Chor im Osten und vorgebautem, viergeschossigem Glockenturm mit im Norden angebauter polygonal schließender Taufkapelle.

## Ausstattung
In der Kirche hat sich ein Großteil der historischen Barockausstattung erhalten. Dazu zählen der Hochaltar, die beiden Seitenaltäre und die Kanzel aus den 1720er Jahren. Die Orgel ist ein Werk der Orgelbauanstalt Georg Stahlhuth aus dem Jahr 1934.

## Pfarrer
Folgende Priester wirkten bislang als Pastor an St. Martin:
- 1929–1933: Peter Jungen
- 1933–1945: Suitbert Schmitz
- 1945–1954: Jakob Müllender
- 1954–1956: Franz Müller
- 1956–1988: Josef Niesemann
- 1988–2005: Johannes Thelen
- 2005–2024: Alexander Schweikert
- Seit 2024: P. Damian Ugwuanyi SMMM (Pfarradministrator)